# ناحیه سلقین
ناحیه سلقین (به عربی: ناحیة سلقین) یک ناحیه در سوریه است که در منطقه حارم واقع شده‌است. ناحیه سلقین ۴۷٬۹۳۹ نفر جمعیت دارد.